# August von Risselmann
Friedrich August von Risselmann (* 9. August 1828 in Matschdorf, Landkreis Weststernberg; † 28. März 1886) war ein deutscher Rittergutsbesitzer und Parlamentarier.

## Familie
August von Risselmann stammt aus der 1746 nobilitierten und ursprünglich aus Bremen stammenden briefadeligen Familie von Risselmann. Er war der Sohn des Rittergutsbesitzers und Ritterschaftsrats August sen. von Risselmann (1796–1869) und dessen Ehefrau Maria Gräfin Finck von Finckenstein (1806–1863).
Am 30. Mai 1863 heiratete er Auguste, geb. von Risselmann (* 6. Dezember 1842; † 10. Juni 1912), Gutsherrin auf Görbitsch bei Bottschow, Regierungsbezirk Frankfurt a. O. Das Ehepaar hatte folgende Kinder:
- Marianne (* 1864; † 1934), verheiratet mit Hauptmann Nikolaus von Morozowicz († 1898); Sohn Elhard von Morozowicz
- Friedrich (1869–1907), erbte Gut Görbitsch
- Reinhold (* 1870)

Die weitere Verwandtschaft lebte auf Gut Schönwalde nordwestlich von Berlin.

## Leben
Nach dem Abitur am Joachimsthalsches Gymnasium in Berlin studierte er an der Rheinischen Friedrich-Wilhelms-Universität Bonn Rechtswissenschaften. 1849 wurde er Mitglied des Corps Borussia Bonn. Von Risselmann war Besitzer des Rittergutes Görbitsch. Er war Kirchen- und Schulpatron auf Görbitsch und Hildesheim, Ritterschaftsrat am Kur- und Neumärkisches Ritterschaftliches Kreditinstitut, Amtsvorsteher, Standesbeamter und Kreisdeputierter im Landkreis Weststernberg. Er war Abgeordneter zum Provinziallandtag der Provinz Brandenburg, Mitglied der Kreissynode und der Brandenburger Provinzialsynode sowie Vorsitzender des Vorstandes des Rettungshauses in Reppen und der Arbeiterkolonie Friedrichswille.
Von Risselmann nahm als Rittmeister und Eskadronchef im 2. Garde-Dragoner-Regiment am Deutschen Krieg teil.